# Otávio Pinto
Otávio Henrique Rodrigues Pinto (ur. 27 lutego 1991 w Contagem) – brazylijski siatkarz, grający na pozycji środkowego, reprezentant Brazylii. 

## Sukcesy klubowe
Mistrzostwo Brazylii:
- 2019, 2022[1], 2023[2], 2025[3]
- 2009, 2017
- 2012, 2016

Klubowe Mistrzostwa Ameryki Południowej:
- 2020, 2022[4], 2023[5], 2024[6], 2025[7]
- 2013, 2016
- 2014

Puchar Brazylii:
- 2017[8], 2020, 2021, 2023[9], 2024[10]

Klubowe Mistrzostwa Świata:
- 2021[11], 2024[12]
- 2019
- 2022[13]

Superpuchar Brazylii:
- 2021, 2022[14], 2024[15]

## Sukcesy reprezentacyjne
Mistrzostwa Ameryki Południowej Kadetów:
- 2008

Mistrzostwa Ameryki Południowej Juniorów:
- 2010

Puchar Panamerykański:
- 2013

Mistrzostwa Świata U-23:
- 2013

Igrzyska Panamerykańskie:
- 2023[16]
- 2015

Liga Światowa:
- 2017

Mistrzostwa Ameryki Południowej:
- 2017
- 2023[17]

Puchar Wielkich Mistrzów:
- 2017[18]

## Nagrody indywidualne
- 2010: Najlepszy blokujący Mistrzostw Ameryki Południowej Juniorów
- 2021: Najlepszy środkowy Klubowych Mistrzostw Świata
- 2024: Najlepszy środkowy Klubowych Mistrzostw Ameryki Południowej[19]